# Boeiink
Boeiink is een buurtschap  in de gemeente Roosendaal in de Nederlandse provincie Noord-Brabant. Het ligt ten westen van de stad Roosendaal aan de weg naar het dorp Wouw. Boeiink wordt gezien als een van de kernen van waaruit Roosendaal is ontstaan. Het stamt uit de twaalfde eeuw. Oorspronkelijke naam van deze buurtschap is Boedonk (afgeleid van donk). De buurtschap mist een oude kern. Een van de oudste Chauffeurscafés van Nederland 't Anker stond hier van 1922 tot 2011.
Stad: Roosendaal      Dorpen: Heerle · Moerstraten · Nispen · Wouw · Wouwse Plantage

Buurtschappen: Akker · Boeiink · Borteldonk · Brembosch · Bulkenaar · De Rotting · Everland · Haiink · Hazelaar · Heijbeek · Hoevestein · Hollandsdiep · Hulsdonk · Kruisstraat · Nieuwenberg · Oostlaar · Plantage Centrum · Vijfhoek · Vinkenbroek · Visdonk · Vleet · Vroenhout · Wouwse Hil · Zoomvliet

Noord-Brabant: Steden en dorpen      Nederland: Provincies · Gemeenten